# كيفن تود (لاعب هوكي الجليد)
كيفن تود (بالفرنسية: Kevin Todd)‏ (و. 1968  م) هو لاعب هوكي الجليد كندي، ولد في وينيبيغ، مركز لعبه هو وسط ‏.

## روابط خارجية
- كيفن تود على موقع دوري الهوكي الوطني (الإنجليزية)
- كيفن تود على موقع EliteProspects.com (الإنجليزية)
- كيفن تود على موقع HockeyDB.com (الإنجليزية)
- كيفن تود على موقع Hockey-Reference.com (الإنجليزية)